# Iwan Müller (Musiker)

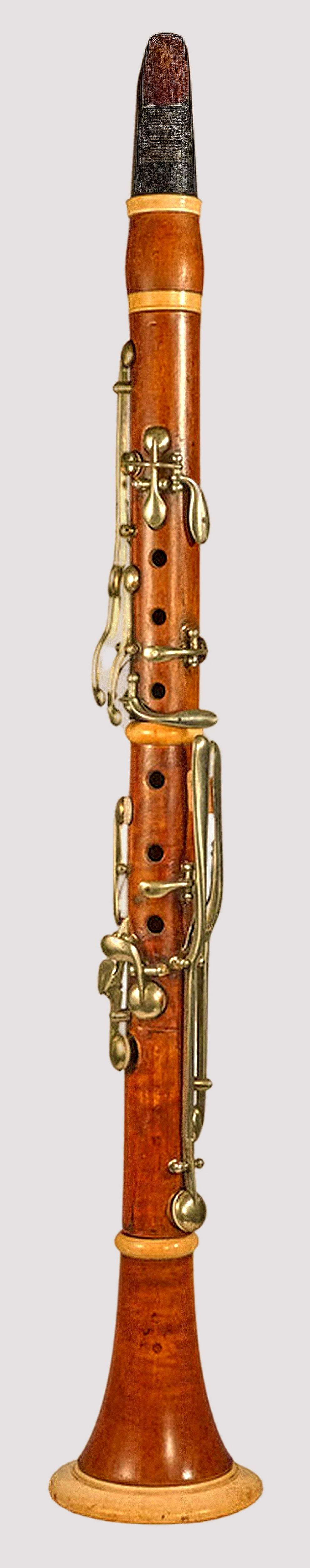
13-Klappen-Klarinette von Iwan Müller

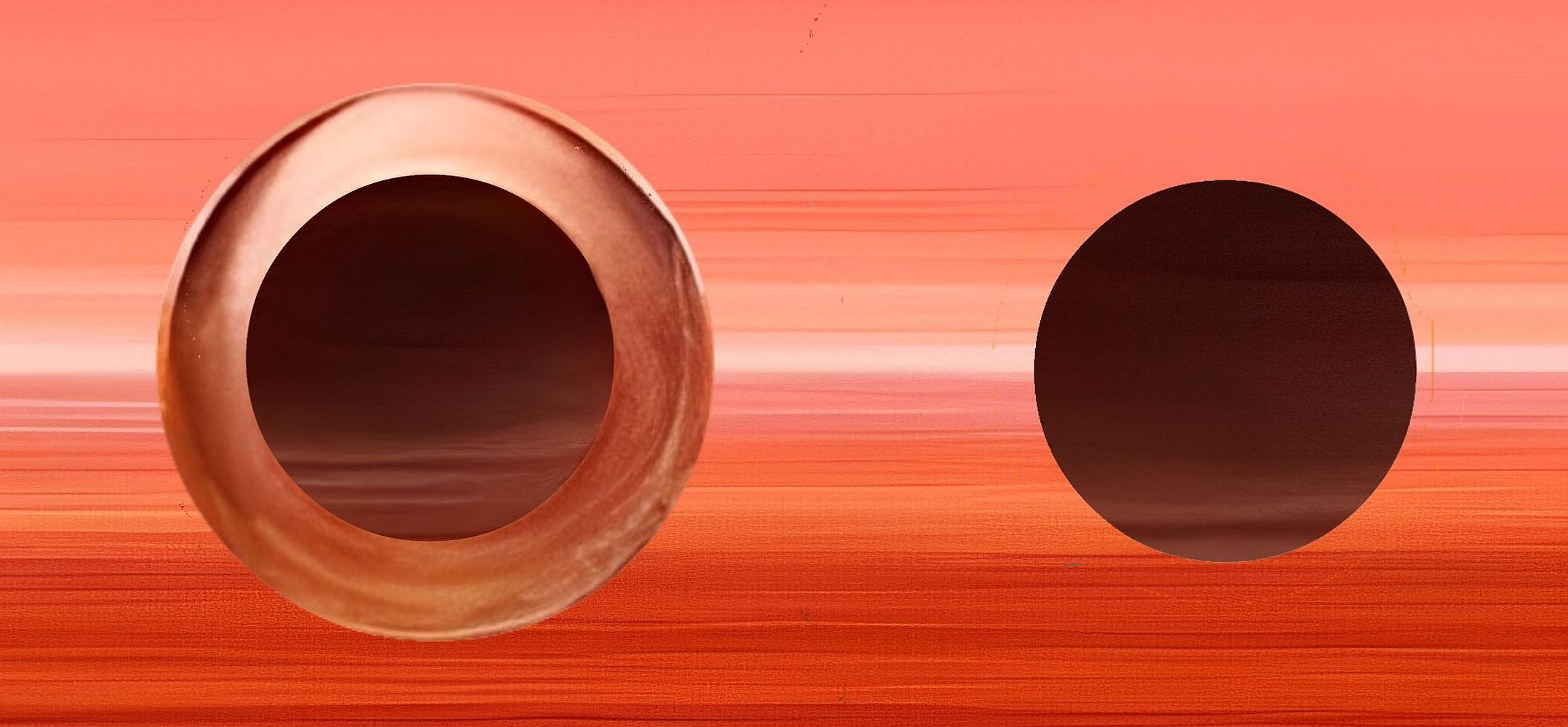
Von Müller erfundenes versenktes Tonloch mit konischem Ring, genannt Zwirl, im Vergleich zu einem einfachen Tonloch

Iwan Müller

Iwan Müller (* 3. Dezemberjul. / 14. Dezember 1786greg. bei Reval, Russisches Kaiserreich; † 4. Februar 1854 in Bückeburg) war ein deutscher Klarinettist, Komponist und Instrumentenbauer, der sich große Verdienste um die Weiterentwicklung seines Instruments erwarb.

## Leben
Müller wurde als Kind deutscher Eltern in Reval geboren und erhielt um 1805 eine Anstellung als Kammermusiker in Sankt Petersburg. 1809 ging er nach Paris und errichtete dort eine Instrumentenfabrik, die 1812 erstmals eine neuartige „Clarinette omnitonique“ mit 13 luftdichten Klappen auf den Markt brachte. Während die alten Klappen eine einfache Kipp-Mechanik und ein Filzpolster hatten, so dass sie nie wirklich perfekt schlossen, entwickelte Müller die Löffel-Klappe mit Lederpolster und versenkte die Löcher mit einem erhabenen, konischen Ring, dem Zwirl, wie es noch heute üblich ist. Daneben befestigte er als Erster das Blatt mit einem verstellbaren Metallring. Bedingt durch ein negatives Gutachten des Pariser Conservatoires ging Müllers Fabrik bankrott, doch setzte sich seine Neuerung bereits nach wenigen Jahren durch.
1820 verließ Müller Paris wieder, um nach Russland zu gehen. Drei Jahre später wendete er sich nach Deutschland und fand zuerst in Kassel und 1825 in Berlin eine Anstellung. 1826 reiste er in die Schweiz, im Frühjahr 1828 ist er in Wien nachweisbar, später in London und nach der Julirevolution von 1830 erneut in Paris. Zuletzt war er Hofmusiker des Fürsten Georg Wilhelm zu Schaumburg-Lippe in Bückeburg.
Müller gilt auch als Erfinder der modernen Altklarinette.

## Werke
- Drei Fantasien nach Cavatinen von Gioachino Rossini für Klarinette und Klavier op. 27
- Le rêve für Klarinette und Klavier op. 73
- Konzert für Klarinette und Orchester; Bonn: Simrock, um 1811
- Siciliano et Rondeau für Klarinette, zwei Violinen, Viola, Kontrabass, Flöte, zwei Oboen, zwei Hörner und zwei Fagotte; Offenbach: André, 1818
- Duo concertant Souvenir de Dobbéran für Klarinette, Horn (ad lib. Bassetthorn oder 2. Klarinette) und Klavier
- Gamme pour la nouvelle clarinette. Berlin, Bonn 1812 (Klarinettenschule)
- Sechs Flötenkonzerte
- Konzertante für zwei Klarinetten
- Drei Quartette für Klarinette, Violine, Viola und Violoncello

## Aufnahmen
- Kammermusik, NAXOS, 2012 (Friederike Roth, Erika le Roux, Wenzel Fuchs, Beronlina Ensemble) (Booklet-Text bei naxos.com)
- vier Klarinettenkonzerte, MDG, 2014 (Friederike Roth, Johannes Gmeinder, Philharmonisches Orchester des Staatstheaters Cottbus, Evan Christ)